# Archaeodictyna ulova
Archaeodictyna ulova är en spindelart som beskrevs av Griswold och Meikle-Griswold 1987. Archaeodictyna ulova ingår i släktet Archaeodictyna och familjen kardarspindlar. Inga underarter finns listade i Catalogue of Life.